# Constitución (Uruguay)
Constitución o también conocida como Villa Constitución es una localidad uruguaya del departamento de Salto, sede del municipio homónimo. Junto con la localidad de Belén, tuvo que ser trasladada completamente durante la construcción de la represa de Salto Grande, ya que la zona donde se ubicaba originalmente quedaría luego cubierta por las aguas del lago artificial. Es el lugar de la Fiesta Playa del Lago, que se realiza cada año los primeros días de enero. El festival, que se hace desde el año 1995, cuenta con numerosos grupos artísticos y atrae a personas de toda la región.

## Ubicación
La localidad se encuentra situada en la zona oeste del departamento de Salto, sobre las costas del embalse de la represa de Salto Grande, al este de la ruta N.º 3 y 50 km al norte de la capital departamental. Se accede a ella desde el km 528 de la ruta 3, de la cual dista 11 km.

## Historia
La localidad de Constitución fue creada por ley N.º 297 del 11 de julio de 1852, fundándose así dicha localidad en el paraje ubicado entre el río Uruguay y el arroyo Ceibal Chico, 35 km al norte de la capital departamental, Salto. El motivo de la creación fue la necesidad de un puerto que permitiera el tránsito de comercio entre Salto y las provincias argentinas. Sin embargo los pobladores se dedicaron a otras actividades como la agricultura (en especial cultivo de viñedos y frutales) lo que llevó a que no se cumpliera con el objetivo inicial. 
Estas actividades permitieron que la localidad tuviera un gran desarrollo, lo que generó el crecimiento económico y social de la población. En 1977 el pueblo fue elevado a la categoría de villa por ley 14677 del 14 de julio de ese año.
Por muchos años la principal fuente laboral para la localidad y la zona fue el ingenio agroindustrial El Espinillar, lo que desplazó ampliamente las actividades en viñedos y plantaciones de frutales. El ingenio cerró sus puertas en 1994. Desde entonces la calidad de vida de los habitantes de la zona se vio disminuida y sufrió la migración de la población más joven. Las fuentes laborales principales que existen actualmente son zafrales y corresponden a actividades que tienen que ver con la citricultura, el cultivo de arándanos y arroz.
En 1979 la construcción de la represa hidroeléctrica de Salto Grande obligó a reubicar la localidad, ya que su embalse inundó el antiguo emplazamiento. La creación del embalse trajo el desarrollo la piscicultura, especialmente la cría de yacarés.

## Población
Según el censo del año 2011 la villa contaba con una población de 2762 habitantes.
| 2388          | 2425 | 3671 | 2954 | 2803 | 2844 | 2762 |
| (Fuente: INE) |      |      |      |      |      |      |